# 21802 Сворень
21802 Сворень (21802 Svoreň) — астероїд головного поясу, відкритий 6 жовтня 1999 року.
Тіссеранів параметр щодо Юпітера — 3,404.